# Tufayl ibn Amr
Al-Tufayl ibn Amr al-Dawsi (fallecido en 633) fue el jefe de la tribu Banu Daws de Tihama en la época preislámica.

## Carrera
Aceptó el Islam unos cuatro años antes de la Hégira en el año 622 de la era cristiana y ayudó a difundir el Islam entre sus compañeros de tribu. Durante las guerras Ridda, dirigió un contingente de su pueblo contra el impostor Musaylima. En la Batalla de Yamama, Tufayl ibn Amr cayó como mártir.
Se narra en los libros de hadices que cuando viajó a La Meca para el HAJJ, como es habitual, fue advertido por los habitantes de La Meca de que no se acercara ni escuchara a Mahoma. Le dijeron que Mahoma era un mago. Tufail estaba tan preocupado que se puso algodones en los oídos para no escuchar a Mahoma Tufail estaba haciendo el tawaf cuando vio a Mahoma recitando una parte del Corán. Tufail sintió curiosidad y pensó que era el jefe de su tribu, un hombre inteligente y por lo tanto cómo un mago se apoderaría de él, así que se quitó los algodones y se acercó a Mohammad y escuchó el Corán.